# Eemmeer
Het Eemmeer is een 1340 ha groot randmeer tussen de Nederlandse provincies Utrecht, Flevoland en Noord-Holland dat gemeenschappelijk door Natuurmonumenten en Staatsbosbeheer beheerd wordt. Het loopt van de Stichtse Brug (A27), de grens met het Gooimeer, tot aan de bocht bij Spakenburg waar het verdergaat als Nijkerkernauw. Voor de kust van Spakenburg ligt een groot wrakkenkerkhof van voormalige vissersschepen.
De Eem mondt uit in het Eemmeer. Er zijn twee eilandjes: de Dode Hond en de Visdief.
Het Eemmeer is samen met de zuidoever van het Gooimeer een Natura 2000-gebied.
Jaarlijks wordt rond het Eemmeer de Eemmeerloop gehouden, een ultraloop van 50 km.